# Asunción Mita
Asunción Mita est une ville du Guatemala située dans le département de Jutiapa.

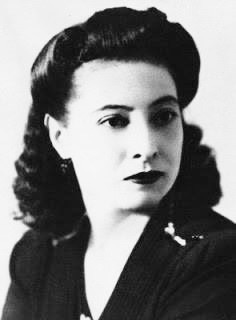
Professeur María Chinchilla Recinos en 1940. Sa mort lors de la manifestation du 25 juin 1944 précipita la démission du président Jorge Ubico Castañeda.